# Булгаков, Максим Александрович
Максим Александрович Булгаков (укр. Максим Олександрович Булгаков; род. 26 февраля 1982, Сумы) — украинский режиссёр, балетмейстер, актёр Киевского театра оперетты. Главный режиссёр Луганского областного академического украинского музыкально-драматического театра Заслуженный артист Украины (2019).

## Биография
Родился 26 февраля 1982 года в г. Сумы. Мать — Булгакова Лариса Николаевна, отец — Булгаков Александр Сергеевич.
- Ведущий солист балета Киевский театр оперетты, балетмейстер, драматический и комедийный актёр, режиссёр.
- Автор идеи постановки, соавтор либретто, балетмейстер-постановщик, исполнитель главной роли[4] в Танцевально-пластическом шоу «Танго жизни»[5]. Премьера состоялась в Киевский театр оперетты в 2009 году.
- Автор моноспектакля «Мой Маяковский»[6]. Премьера: декабрь 2014 г.
- Балетмейстер-постановщик оперетты «Бал в Савойе» в Киевский театр оперетты[7]
- Балетмейстер-постановщик рок-оперы «Белая ворона»[8] (драматург — Юрий Евгеньевич Рыбчинский) — Ровенский областной академический украинский музыкально-драматический театр. Премьера: декабрь 2015 г.

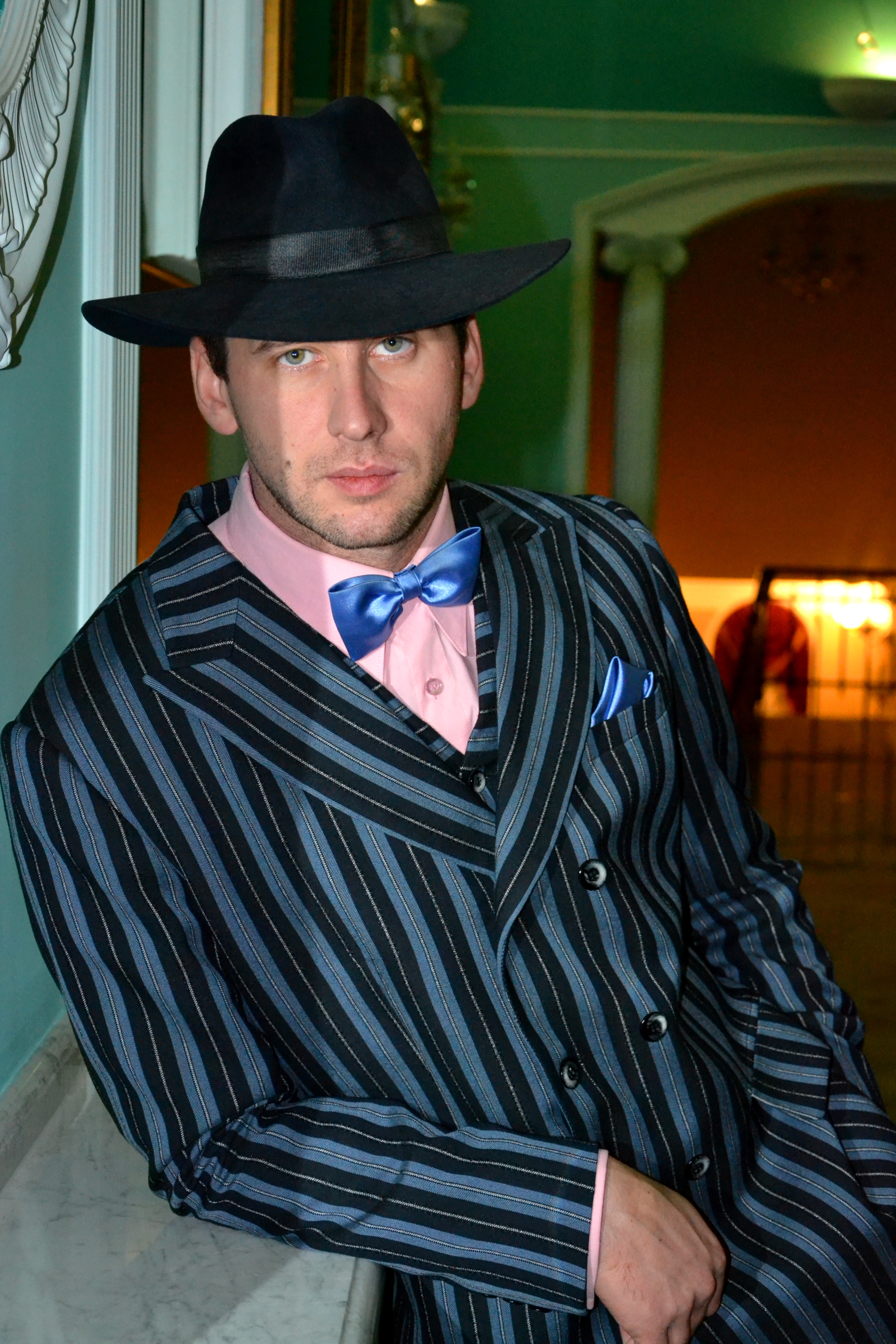
В образе Палаццо из мюзикла «Sugar, или В джазе только девушки…» 20 октября 2016г

- Режиссёр и балетмейстер-постановщик современного мюзикла «Моя леди» — Сумской академический театр драмы и музыкальной комедии им. М. С. Щепкина[9]. Премьера: 20 октября 2016 года[10].
- Виртуозно владеет техникой степа (ученик Шпудейко В. В. — степ-танцовщик, хореограф Владимир Васильевич Шпудейко) и другими современными видами танца.
- Награждён Почетной грамотой от Кабинета Министров Украины за высокий профессионализм, а также личный вклад в развитие театрального искусства в Украине.Файл:Почётная грамота Кабинета Министров Украины Булгакову М.А.jpg
- Победитель Международных конкурсов-лабораторий 2016 года, которые прошли с 7 по 11 сентября в Киевский театр оперетты для молодых режиссёров, с комедией-гротеском Моцарт, Вольфганг Амадей «Бастьен и Бастьена»[11]. По результатам конкурса пьеса включена в репертуар 83-го сезона Киевский театр оперетты.
- Победитель Международной лаборатории постановок для молодых режиссёров, инициированной продюсерским центром OpenDoors в Одессе 23-28 августа 2017 г
- Режиссёр, балетмейстер-постановщик комической оперы-зингшпиль «Театр в кармане, или Все роли заняты», музыка Моцарт, Вольфганг Амадей в Киевский театр оперетты. Премьера: 6 октябрь 2017 г.
- Балетмейстер рок-оперы «Белая ворона». Премьера: 8 декабрь 2017 г. в Николаевский украинский театр драмы и музыкальной комедии.

- Режиссёр и балетмейстер-постановщик мюзикла «Моя прекрасная леди» в Ровенский областной академический украинский музыкально-драматический театр. Премьера: 27 января 2018 года
- Режиссёр и балетмейстер-постановщик мюзикла «Алые паруса» в Одесский театр музыкальной комедии. Премьера мюзикла состоялась 29 сентября 2018 года
- Балетмейстер-постановщик рок-оперы «Белая ворона». Премьера: 22 февраля 2019 года в Киевский театр оперетты.
- Режиссёр по пластике «Пенита. Опера». Премьера: 11 декабря 2019 года в Киевский театр оперетты[12].
- Режиссёр и балетмейстер-постановщик мюзикла-детектива «Ромео @ Джульетта» в Луганском областном академическом украинском музыкально-драматическом театре. Премьера: 19 сентября 2020 года.
- Балетмейстер-постановщик спектакля «Трёхгрошовая опера» Бертольта Брехта в Украинский драматический театр имени Марии Заньковецкой.[13] Премьера состоялась 9 июля 2021 года.
- Балетмейстер-постановщик драматической оперы «Амадеус» в Киевский театр оперетты.  Премьера: 9 декабря 2021 года.
- Режиссёр и балетмейстер-постановщик спектакля «Саша, вынеси мусор» по пьесе Ворожбит, Наталья Анатольевна в Луганский областной академический украинский музыкально-драматический театр. Премьера: 26 сентября 2022 г.
- Балетмейстер-постановщик music-story «Львовское танго» в Украинский драматический театр имени Марии Заньковецкой. Премьера: 15 октября 2022 г.
- Режиссёр, сценограф и балетмейстер-постановщик сюрреалистичного абсурда «Их там нет» по мотивам пьесы Алекс Вуд «Четвертая стена» в Национальном Театре им. М. Щепкина (г. Сумы). Премьера: 20 января 2023 г.
- Режиссёр, сценограф и балетмейстер спектакля «Quartetto» по пьесе Харвуд, Рональд в Театре им. М. Щепкина (г. Сумы). Премьера: 3 марта 2023 г.
- Режиссёр и балетмейстер спектакля «Хозяин» по пьесе Карпенко-Карый, Иван Карпович в Театре им. Щепкина (Сумы). Премьера: 19 ноября 2023 г.
- Режиссёр и балетмейстер-постановщик спектакля «Трехгрошовая опера»/ Трёхгрошовая опера по пьесе Брехт, Бертольт в Театре им. Щепкина (г. Сумы). Премьера: 22 октября 2023 г.
- Режиссёр спектакля «Матушка Кураж» по пьесе Брехт, Бертольт Мамаша Кураж и её дети в Национальном Театре им. Щепкина (г. Сумы). Премьера: 19 января 2024 г.

.
Образование
Годы обучения / ВУЗ

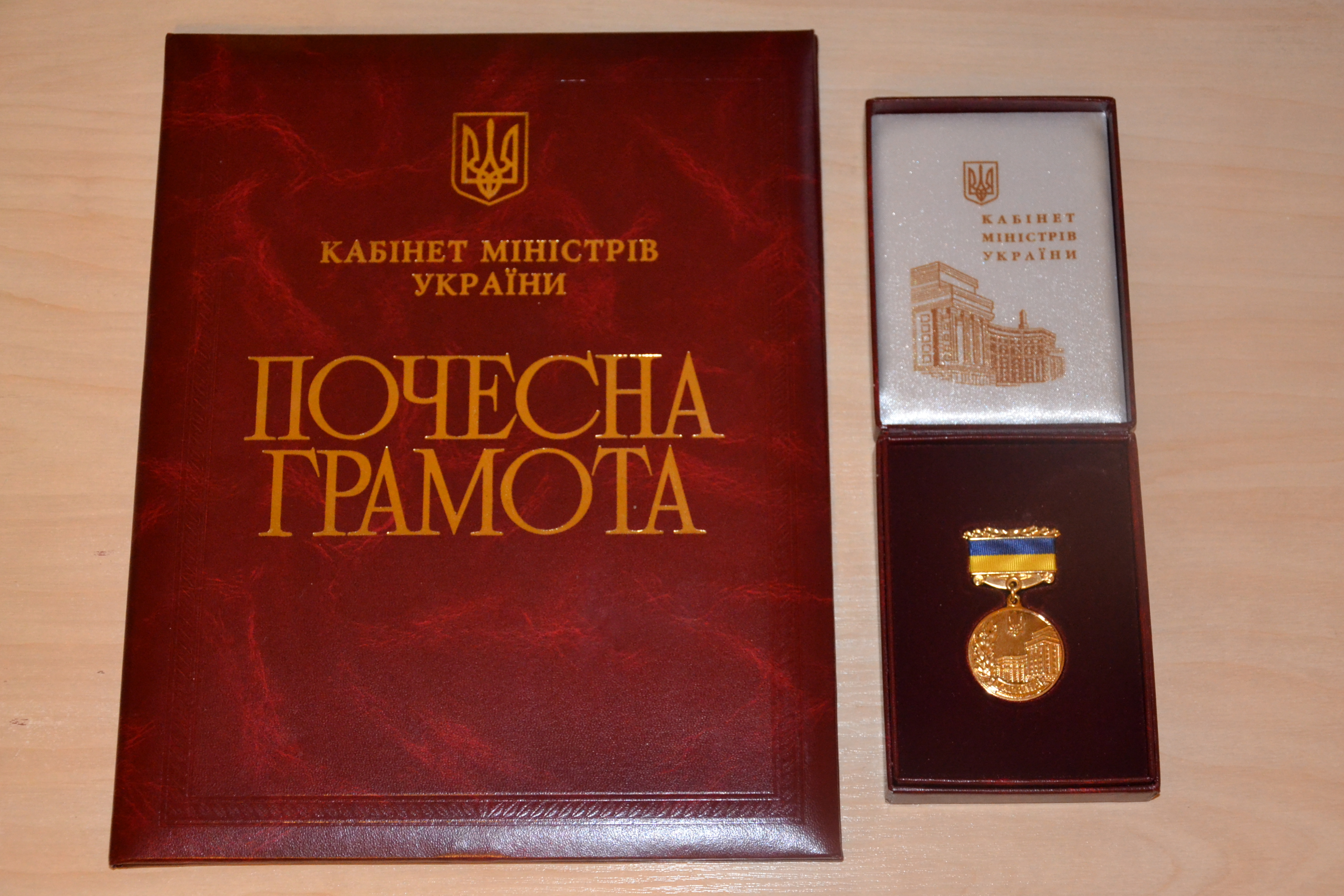
Почётная грамота Кабинета Министров Украины, а также нагрудный знак, за личный вклад в развитие театрального искусства и высокое профессиональное мастерство

- | 2006-2011 г || Артист Национальной музыкальной академии Украины имени Петра Чайковского.
- | 1999-2005 г || Магистр Искусств (Бальная Хореография) Киевского национального университета культуры и искусств.
- | 1999-2004 г || Бакалавр Искусств (Режиссура и Хореография) Киевского национального университета культуры и искусств.
- | 1999-2005 г || Специалист, Экономика Предприятия (Экономика и Менеджмент) Сумской государственный университет.
- | 2015-2018 г || Режиссёр драматического театра. Киевский национальный университет театра, кино и телевидения имени И. К. Карпенко-Карого

Актёр
Роль / Спектакль / Автор / Театр, режиссёр
- Голохвастый (гл. роль) / Оперетта За двумя зайцами (пьеса) / «За двумя зайцами»[15], Ильин, Вадим Григорьевич, В.Лукашёв / Киевский театр оперетты / Струтинский Б. Д.
- Гарри / Мюзикл «Моя прекрасная леди»[16], Ф.Лоу / Киевский театр оперетты / Струтинский Б. Д.
- Главная роль / Моноспектакль «Мой МАЯКовский», Максим Булгаков / Филиал Киевский театр оперетты / Чурюмов Д.
- Палаццо[17] / «Sugar, или В джазе только девушки»[18] Стайн, Джул / Киевский театр оперетты / Струтинский Б. Д.
- Игорь, гл. роль / «Разговор, которого не было» / Родион Белецкий[19] Киевский театр оперетты / Игорь Николаев

ТАНЕЦ
Роль || Спектакль || Театр
- Палаццо[17] || «Sugar, или В джазе только девушки»[18], || Киевский театр оперетты / Струтинский Б. Д.
- Хосе, главная[20]|| «Кармен-сюита»[21][22]|| Киевский театр оперетты
- Классический вальс (соло) || «Моя прекрасная леди» || Киевский театр оперетты
- Английский вальс, степ (соло) || «Бал в Савойе» || Киевский театр оперетты
- Степ, Танго || «Фиалка Монмартра» || Киевский театр оперетты
- Главная роль || Танцевально-пластическое шоу «Танго жизни» || Киевский театр оперетты и др.

Награды
- Чемпион сумской области по бальным танцам 2000 года
- Благодарность за высокопрофессиональную работу в Сумском театре драмы и музыкальной комедии
- Благодарность Кабинета Министров Украины за высокий профессионализм и личный вклад в развитие театрального искусства в Украине[14].

БАЛЕТМЕЙСТЕР
Спектакль || Автор || Театр
- «Бал в Савойе», П.Абрахам || Киевский театр оперетты
- «Танго жизни»[23], либретто — М.Булгаков, Б.Струтинский || Киевский театр оперетты
- «Белая ворона», первая рок-опера в Украине || Ровенский областной академический украинский музыкально-драматический театр[8]
- «Моя леди», современный мюзикл || Сумской областной академический театр драмы и музыкальной комедии им. М. С. Щепкина
- «Белая ворона», рок-опера || Николаевский украинский театр драмы и музыкальной комедии
- «Алые паруса», мюзикл || Одесский театр музыкальной комедии
- «Белая ворона», рок-опера || Киевский национальный академический театр оперетты
- «Трёхгрошовая опера» || Украинский драматический театр имени Марии Заньковецкой
- «Амадеус», драматическая опера || Киевский национальный академический театр оперетты